# Dvobarvna travniška mravlja
Dvobarvna travniška mravlja (znanstveno ime Lasius emarginatus) je vrsta mravelj, razširjena po Evropi in v pasu prek Srednje Azije vse do Kitajske.
Je razmeroma majhna mravlja; delavke zrastejo do 3–5,5 mm v dolžino, medtem ko matice merijo 7–10 mm in samci 7–14,5 mm. Delavke in matice imajo rdečkasto rjavo oprsje, zadek in glava pa sta temnorjave barve, po čemer je vrsta dobila ime. Samci so enotno temnorjavi.
Delavke živijo do tri leta, matice pa tudi do 30 let. Naseljujejo območja z zmernim podnebjem, kjer se običajno prehranjujejo z mano, ki jo izločajo listne uši, ob pomanjkanju hrane pa lahko zaidejo tudi v človekova bivališča, kjer iščejo sladkor.
Na drugi strani Atlantskega oceana so vrsto leta 2011 prvič našli v New Yorku v Združenih državah Amerike, kjer se je v naslednjih letih toliko namnožila, da zdaj predstavlja dominantno vrsto mravelj na Manhattnu, širi pa se tudi v okoliške predele mesta. Domnevajo, da bi se lahko sčasoma razširila prek večjega dela vzhodne obale ZDA, in jo tam obravnavajo kot invazivno vrsto.